# Канатная дорога в Фуншале

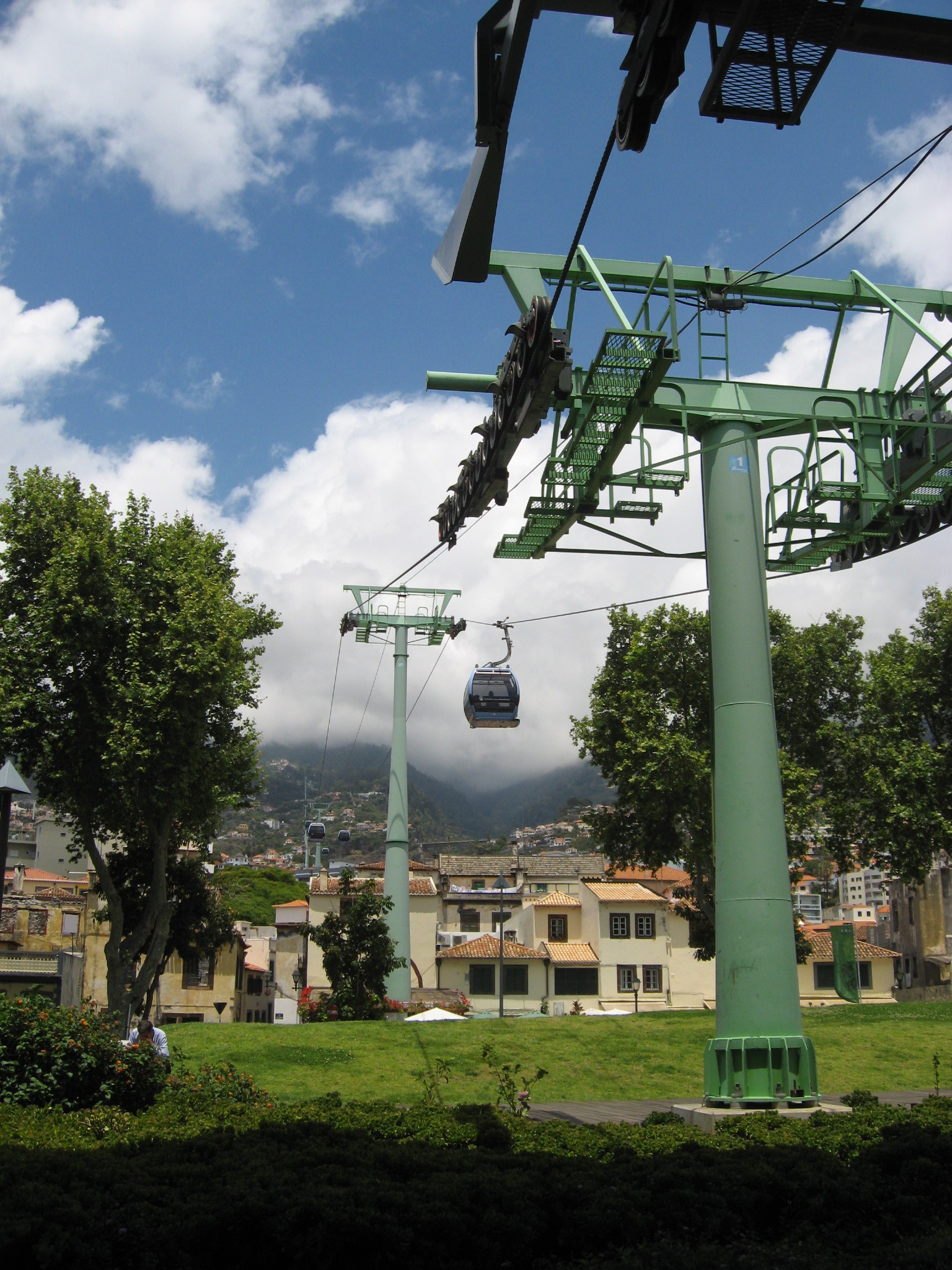

Канатная дорога в Фуншале — пассажирская канатная дорога, расположенная на острове Мадейра, (Португалия). Соединяет нижнюю часть города Фуншал и фрегезию Монте.
Путь составляет 3173 метра в длину, подъём осуществляется на высоту 560 м. Скорость линии можно регулировать до 5,0 м/с, с такой скоростью путь может быть преодолён за 11 минут, однако обычно путь занимает 15 минут. Самая высокая опорная башня имеет высоту 39 м. Всего имеется 39 кабинок.

## История
Ранее сообщение между этими двумя точками сообщалось по железной дороге Монте, просуществовавшей с 1893 до мая 1943 года, когда она была демонтирован по причинам, связанным со Второй мировой войной. Вместо железной дороги в сентябре 1999 года началось строительство канатной дороги. Она была открыта 15 ноября 2000 года и сразу же открыта для публики.
Процесс строительства был новаторским, поскольку канатная дорога частично строилась в городской среде, а затем продолжалась в гору. Во время строительства возникали проблемы в связи с труднодоступностью и необходимостью преодолевать здания в Фуншале, однако все они были успешно преодолены. Ещё одним интересным инженерным достижением стала прокладка стального троса длиной 3,2 км над городом.

## Безопасность
Основные функции управления системой, такие как регулировка скорости, контролируются механизмами и электронными системами безопасности. Станция Монте управляет системой и имеет гараж для парковки кабин. Станция Фуншала, также называемая возвратной станцией, имеет гидравлическую систему постоянного натяжения каната.